# Леван V Дадіані
Леван V Дадіані (груз. ლევან V დადიანი; 1793 — 30 липня 1846) — мтаварі Мегрелії у 1804—1846 роках.

## Життєпис
Походив з Другої династії Дадіані (Чіковані-Дадіані). Старший син мтаварі Григола I і Ніно Багратіоні. Народився 1793 року в Зугдіді. 1802 року його було відправлено заручником до Абхазії в обмін на допомогу абхазького мтаварі Келеш Ахмед-бея повернути батька Левана до влади у Мегрелії. Залишався в Абхазії до самої смерті Григола у 1804 році.
Права Левана оскаржили стрийки Манучар і Таріел. Також Келеш-Ахмед-бей не поспішав повертати Левана до Мегрелії. Натомість російська адміністрація оголосила мати Левана регентшею Мегрелії. 1805 року під військовим тиском росіян мтаварі Абхазії звільнив Левана, якого було оголошено мтаварі. Також він став кавалером російського ордену Св. Анни 1-го ступіню.
Втім фактична влада була зосереджена в регентши Ніно, якій допомагав Іване Дадіані, архієпископ Чкондидський. Вони 1806 року долучили Мегрелію до війни Російської і Османської імперій на боці першої. Втім найбільш запеклі бої тривали у 1808—1809 роках проти Аслан-бея, мтаварі Абхазії, біля фортеці Поті та в Імеретії, де проти росіян повстав цар Соломон II. 1810 року проти регентши повстали стрийки Левана V — Манучар і Таріел, але за допомогою росіян їх було швидко подолано. В кампаніях 1809 і 1810 року відзначився сам мтаварі, особливо при захопленні Поті та битві при Ахалцихі 1810 року. За це отримав орден Св. Володмира 2-го ступеню.
1811 року по завершенню війни російська адміністрація відсторонила Ніно Багратіоні від регентства. З цього часу Леван V став повновладно керувати князівством. Втім він доволі швидко охолов до урядування, передавши його стрийкові Ніколозу (Ніко) Дадіані, який керував внутрішніми справами Мегрелії до своєї смерті у 1834 році. Сам Леван V тяжів більше до військової справи й мисливства.
1813 року після вимирання правлячого роду приєднав до Мегрелії князівство Самурзакано, що спричинило конфлікт з Сафар-беєм, мтаварі Абхазії. 1818 року допомагав російським військам у поході до Гірської Абхазії, проте без особливого успіху.
У 1819—1820 роках брав участь у придушенні антиросійського повстання в Імеретії й Гурії. За це отримав звання генерал-лейтенанта. 1821 року після смерті Сафар-Алі-бея підтримав кандидатуру його сина Дмитра на трон Абхазії, де допустивши до влади стрийка останнього — Гасан-бея. Фактична влада в князівстві опинилася в стрийні Левана V — Тамарі (удові Сафар-бея).
1824 року відправив війська на допомогу мтаварі Михайлові Шервашидзе, який опинився в фактичній облозі під орудою Аслан-бея, що прибув з Османської імперії. 1828 року допомагав росіян приборкати гірські абхазькі племена садзів і убихів.
У 1829—1829 роках під час російсько-османської війни на чолі мегрельського війська перебував у складі корпусу Карла Гессе. 1830 року став кавалером ордену Олександра Невського. Того ж року заснував духовну семінарію в Мартвілі.
У 1834 році призначив сина Давида керувати цивільними справами князівства. Того ж року знову вступив у конфлікт з абхазьким мтавара Михайлом, що захопив село Ілорі. проте за допомогою росіян Леван V звільнив його та захоплених полонених. У 1835 і 1837 роках надавав допоміжні війська росіян, що здійснювали походи в Гірську Абхазію.
1837 року прийняв в Зугдіді російського імператора Миколу I, в якого отримав дозвіл на заснування Григорополіса, але без права називатися містом. 1838 року син Давид подав у відправку, виїхавши з Мегрелії.
1840 року в князівстві почалися заворушення населення, невдоволеного податками та суворою політикою Левана V. Тоді він передав усе правління старшому синові Давидові, залишивши собі сише титул мтаварі. Решту життя проводив у власних маєтках. Помер 1848 року, поховано в Мартвільському монастирі.

## Родина
1. Дружина — Ніно, донька князя Зураба Церетелі, сахлт-ухушеті Імеретії
дітей не було
2. Дружина — Марта, донька князя Зураба Церетелі, сахлт-ухушеті Імеретії
Діти:
- Давид (1813—1853), мтаварі Мегрелії
- Григол (1814—1901), генерал від інфантерії
- Ніно (1816—1886), дружина Іване Багратіон-Мухранського
- Костянтин (1819—1889), генерал від кавалерії
- Катерина (д/н—1839), дружина князя Дмитра Шервашидзе